# Лузернета
Лузернѐта (на италиански: Lusernetta; на пиемонтски: Lusernëta, Лузернъта, на окситански: Luzerneta, Лузернета) е село и община в Метрополен град Торино, регион Пиемонт, Северна Италия. Разположено е на 507 m надморска височина. Към 1 януари 2020 г. населението на общината е 496 души, от които 10 са чужди граждани.